# Тістечкова війна
Тістечкова війна (ісп. Guerra de los pasteles, фр. Guerre des Pâtisseries) — конфлікт між Францією та Мексикою, що мав місце в 1838 році.

## Перебіг подій
Приводом до війни стало пограбування кондитерського магазину, що належав французькому підданому (звідси й назва конфлікту).
Франція зажадала 600 тисяч песо як відшкодування моральної шкоди. Мексика у відповідь оголосила дефолт за французькими кредитами на мільйони доларів.
Французький король надіслав ескадру для блокади мексиканських портів на східному узбережжі країни, який невдовзі захопив у Веракрусі майже весь мексиканський флот. Мексика оголосила Франції війну.
Попри офіційно проголошену «доктрину Монро», на бік Франції фактично стали США, які спрямували на допомогу французам шхуну «Вудбері».
Зрештою, за посередництва Британії мексиканський президент Анастасіо Бустаманте уклав з французами угоду, погодився заплатити борг, і 9 березня 1839 року Франція відкликала свою ескадру.